# Stammliste der Dschingisiden
Dieser Artikel enthält die Stammliste der Nachfahren Dschingis Khans, d. h. der Großkhane und Khane des mongolischen Reichs und ab Kubilai Khan auch der Kaiser von China (Yuan-Dynastie 1271–1368). Sie ist eingeschränkt auf die Familien der jeweiligen Reichsgründer und die Abstammung einiger weiterer namhafter Dschingisiden. Hervorgehoben sind die Großkhane und chinesischen Kaiser sowie die Begründer von Teilreichen/-khanaten.

## Stammliste
1. Kabul Khan, halblegendärer Khan der Mongolen (ca. 1147)
  1. Önkin, halblegendär (wurde zusammen mit dem Taijut-Clanführer Ambachai von den Tataren den Jin ausgeliefert)
  2. Bardam Bahadur
    1. Mönggetu
    2. Nekün Taisi
      1. Qutchar (Rivale Temüdschins)

    3. Yesügai Bahadur ⚭ Hoe'lun-Ujin (Hauptfrau)
      1. Bekter (wurde als Kind im Streit von Temüdschin getötet)
      2. Dschingis Khan / Temüdschin († 1227), Großkhan 1206–1227 ⚭ Börte (Hauptfrau)
        1. Dschötschi (1183–1227)
          1. Orda Khan († um 1280), Khan der Weißen Horde 1227–1251?
            1. Sartaqtai
              1. Qonichi, Khan der Weißen Horde ca. 1277?–1301?[1]
                1. Bayan, Khan der Weißen Horde ca. 1298–1310
                  1. Sasibaka, Khan der Weißen Horde ca. 1310–1320?
                    1.  ? Irzan, Khan der Weißen Horde ca. 1320?–1345?
                      1.  ? Chimtai, Khan der Weißen Horde ca. 1345?–1361?
                        - → ? Urus Khan, Khan der Weißen Horde 1368?–1376[2]
                          1. Toqtaqiya, Khan der Weißen Horde 1376–1377
                          2. Temür Malik, Khan der Weißen Horde 1377–1378[3]
                          3. Koirijaq Oglun, Khan der Weißen Horde 1395–1422, Vorfahr vieler Kasachen-Khane bis ins frühe 18. Jahrhundert.

            2. Qurumshi (im Reisebericht des Johannes de Plano Carpini erwähnt, später Parteigänger Arigkbughas)
            3. Qongqiran, Khan der Weißen Horde ca. 1251?–1277?
            4. Hülägu
              1. Temür Bugha
                1. Kuilek, Rivale Bayans als Khan der Weißen Horde ca. 1298–1303[1]

          2. Batu Khan (1205–1255), Khan der Goldenen Horde 1227/1240–1255 ⚭ Boraqchin (Hauptfrau)
            1. Sartaq Khan († 1257), Khan der Goldenen Horde 1255–1256
              1.  ? Ulaqchi Khan (1247–1257), Khan der Goldenen Horde 1257

            2. Toqoqan
              1. Tartu
                1. Tulabugha († 1291), Khan der Goldenen Horde 1287–1292

              2. Möngke Timur († 1280), Khan der Goldenen Horde 1266–1280
                1. Bürlük, Mitregent Toktas
                2. Tudan, Mitregent Toktas
                3. Tokta Khan, Khan der Goldenen Horde 1291–1312
                  1. El Basar
                  2. Togluk Beg

                4. Sarai Boga, Mitregent Toktas
                5. Togrilcha († 1291)
                  1. Usbek Khan (1282–1341), Khan der Goldenen Horde 1312–1342
                    1. Timur († 1328)
                    2. Tini Beg, Khan der Goldenen Horde 1342
                    3. Dschani Beg († 1357), Khan der Goldenen Horde 1342–1357
                      1. Berdi Beg, Khan der Goldenen Horde 1357–1359
                      2. Qulpa, Khan in der Goldenen Horde 1359–1360
                      3. Newruz Beg Mehmed, Khan in der Goldenen Horde 1359–1360

                    4. Chidur Beg
                      1. Abdallah, Khan in der Goldenen Horde 1361–1369 (Kandidat Mamais)

              3. Tuda Möngke († ?), Khan der Goldenen Horde 1280–1287

            3. Ebügen/Andewan

          3. Berke Khan († 1267), Khan der Goldenen Horde 1257–1266
          4. Berkejar (Vertreter seines Großneffen Möngke Timur in den Ereignissen um den Kuriltai am Talas 1269)
          5. Shibani Khan († 1266)
            1. Bahadur
              1. Dschötschi Bugha
                1. Badaqul
                  1. Möngke Timur
                    1. Bolod (einer der Thronanwärter in den 1360ern, im Raum Bolgar)
                      1. Ibrahim Oglan
                        1. Daulat Sayh Oglan
                          1. Abu'l-Chair, Gründer des Usbeken-Khanats 1428–1468, Vorfahr der bis 1599 regierenden Khane

                      2. Arabshah, Vorfahr der Khane Chiwas bis ins 18. Jahrhundert.

          6. Tangqut
          7. Chilaqa'un
          8. Boal
            1. Tatar
              1. Nogai († 1299)[1]
                1. Chaka († 1300), floh 1299–1300 nach Bulgarien

          9. Sinkur
          10. Chimtai
          11. Bure bzw. Muhammed
          12. Udur
          13. Toqa Timur
            1. Uz Timur
              1. Saricha
                1. Kunchak Oglan
                  - → ? Tokul Khoja
                    1. Tuli Khoja
                      1. Toktamisch († 1406), Khan der Weißen und Goldenen Horde 1378/1380–1395[4]

                  - → ? Tolachtimur
                    1. Zabina
                      1. Hasan Oglan
                        1. Ulug Mehmed († 1445), Khan in der Goldenen Horde 1419–1424 und 1427–1438

            2. Bayan
            3. Bay Timur
            4. Ked Timur

          14. Shingqum

        2. Tschagatai Khan (um 1186–1242), Begründer des Tschagatai-Khanats ⚭ Yesülun, Sewintsch
          1. Mochi Yebe
          2. Mö'etüken († 1221)
            1. Baiju
            2. Buri (Rivale Batus im Westfeldzug 1236–1241)
              1. Ajiqi
              2. Qadaqchi
                1. Buqa Timur, Khan des Tschagatai-Khanats 1274?–1282
                  1. Ürük Timur
                    1.  ? Jasawur († 1320), Teilherrscher in Transoxanien[5]
                      1. Kazan, Khan des Tschagatai-Khanats 1343?–1346

                2. Taliqu, Khan des Tschagatai-Khanats 1308

            3. Yesünto'a
              1. Boraq († 1271), Khan des Tschagatai-Khanats 1266–1271
                1. Beg Timur
                2. Duʿā', Khan des Tschagatai-Khanats 1282–1307
                  1. Köntschek, Khan des Tschagatai-Khanats 1307
                    1. Bolod
                      1. Muhammed, Khan des Tschagatai-Khanats 1341?–1343?

                  2. Esen-Bugha, Khan des Tschagatai-Khanats 1310–1318
                    - → ? Imal Hoja
                      1. Tughluk Timur, Khan Mogulistans und des Tschagatai-Khanats 1347–1363
                        1. Ilias Hoja, Khan Mogulistans 1363–1369
                        2. Khizr Hoja, Khan Mogulistans 1389–1399, Vorfahr der späteren Khane wie z. B. Yunus Khan

                  3. Kebek, Khan des Tschagatai-Khanats 1309 und 1318–1326
                  4. Eltschigidei, Khan des Tschagatai-Khanats um 1327
                  5. Du'a Timur, Khan des Tschagatai-Khanats ca. 1327–1331
                    1. Buzan, Khan des Tschagatai-Khanats 1334

                  6. Tarmaschirin († 1334), Khan des Tschagatai-Khanats 1327/1331–1334
                    1. Sanjar (Mitregent seines Vaters)

                  7. Ebügen
                    1. Dschenkschi, Khan des Tschagatai-Khanats 1334–1338
                    2. Yesun Timur, Khan des Tschagatai-Khanats 1338–1340?

                  8.  ? Qutluq Khoja, ab 1298 Statthalter bei den Qaraunas
                    1. Da'ud Khoja, Statthalter bei den Qaraunas

                3. Buzma

            4. Qara Hulagu († 1252), Khan des Tschagatai-Khanats 1242–1246 und 1252 ⚭ Organa Hatun (Hauptfrau), Regentin 1252–1260
              1. Mubarak Shah († ?), Khan des Tschagatai-Khanats 1252–1260 und 1266

          3. Belgeshi
          4. Sarban
            1. Nikpai, Khan des Tschagatai-Khanats 1271–1274?

          5. Yesü Möngke († 1252), Khan des Tschagatai-Khanats 1246–1252
          6. Baidar (ein Feldherr in der Schlacht von Liegnitz 1241)
            1. Algui († um 1266), Khan des Tschagatai-Khanats 1260–1266
              1. Chübei

          7. Qadaqai
          8. Baiju
            1. Mochi
              1. Abdallah 1279?–1298 Statthalter bei den Qaraunas

        3. Ögedei Khan (um 1186–1241), Großkhan 1229–1241 ⚭ Töregene Hatun (Hauptfrau), Regentin 1241–1246, Mögä-Chatun
          1. Gujuk Khan (1206–1248), Großkhan 1246–1248 ⚭ Ogul Qaimish (Hauptfrau), Regentin 1248–1251
            1. Kucha, Thronanwärter in der Mongolei (1248–1251)
            2. Naqu, Thronanwärter in der Mongolei (1248–1251)
            3. Hoqu, Khan im Ögedei-Khanat ca. 1268
              1. Tökme
                1. Tökme (Rivale Chapars)[1]

          2. Goden (1206–1251)
          3. Kutschu († 1236), Thronanwärter Ögedei Khans
            1. Schiramun, Thronanwärter in der Mongolei (1248–1251)

          4. Qarachar
          5. Kashin
            1. Qaidu (1230–1301), Khan im Ögedei-Khanat ca. 1264–1301
              1. Chapar, Khan im Ögedei-Khanat ca. 1301–1310
                1. Oljei Timur († 1324, Vasall der Yüan in China)

              2. Yangichar, Khan im Ögedei-Khanat ca. 1307
              3. Orus (Rivale Chapars)
              4. Sarban
              5. Schah

          6. Kadan (nahm am Westfeldzug 1236–1241 teil)
          7. Melik Ogul

        4. Tolui Khan (1191–1232) ⚭ Sorkhatani Beki (Hauptfrau), Doquz-Chatun
          1. Möngke Khan (1209–1259), Großkhan 1251–1259, ⚭ Qutuqtai
            1. Baltu
            2. Urüng Tash
            3. Shirki (rebellierte 1276 gegen Kubilai Khan, 1283 verbannt)
              1. Ulus Bugha (z. B. in den Sturz Suddhipalas 1323 verwickelt)
              2. Qongqo Timur († 1335)

            4. Asutai (namhafter Parteigänger Arigkbughas 1260–1264)

          2. Yörike
          3. Qutuqtu
          4. Kubilai Khan (1215–1294), Großkhan 1260–1294, Kaiser von China 1271–1294, ⚭ Tschabui-Chatun (Hauptfrau, † 1281)
            1. Dorji
            2. Dschingkim (1243–1286)
              1. Kamala († 1302), Statthalter in der Mongolei
                1. Yesun Timur Khan (1276–1328), Statthalter in der Mongolei nach 1302 und Kaiser von China 1323–1328
                  1. Arigaba (1320–1328), Kaiser von China 1328

                2. Jungshan

              2. Darmabala ⚭ Targi (Hauptfrau)
                1. Külüq Khan / Khaischan (1281–1311), Kaiser von China 1307–1311
                  1. Qutugku Khan / Qoshila (1300–1329), Kaiser von China 1329
                    1. Ukhaatu Khan / Toghan Timur (1320–1370), Kaiser von China 1333–1368
                      - China fällt 1368 an Hongwu (Ming-Dynastie)

                      1. Biligtü Khan (1338–1378), Großkhan 1370–1378
                      2. Tögüs Temür (1342–1388), Großkhan 1378–1388
                        - → ? Dayan Khan (1464?–1543?), Altan Khan (1507–1582) und andere Stammesführer und Nominalherrscher in der Mongolei bis ins späte 17. Jahrhundert, und unter chinesischer Oberherrschaft noch darüber hinaus. Der genaue Stammbaum ist jedoch widersprüchlich und wird stark angezweifelt.

                    2. Irinchibal (1326–1332), Kaiser von China 1332

                  2. Jayaatu Khan / Toqa Timur (1304–1332), Kaiser von China 1328–1329 und 1329–1332 ⚭ Putashali († 1340), Regentin 1332–1333
                    1. Aratnada († 1331)
                    2. El Tegüs († 1340)

                2. Amuge
                3. Buyantu Khan / Ayurparibhadra (1285–1320), Kaiser von China 1311–1320
                  1. Gegen Khan / Suddhipala (1303–1323), Kaiser von China 1320–1323

              3. Timur Khan (1265–1307), Kaiser von China 1294–1307 ⚭ Buluyan († 1307), Regentin 1307

            3. Mangqala († 1280)
              1. Ananda († 1307), Statthalter von Gansu, Thronanwärter 1307
                1. Örüg Timur (in den Sturz Suddhipalas 1323 verwickelt)

            4. Nomoqan († 1301), "Beauftragter für die Befriedung der Nordgebiete" 1266–1276
            5. Qoridai
            6. Hügechi
              1. Esen Timur (Statthalter in Yunnan, 1286/7 in Burma)

            7. Oqruqchi
              1. Temür Bugha (zerstörte 1291 das Kloster Drigung)

            8. Ayachi
            9. Kököchü
            10. Qutluq Timur
            11. Toghan

          5. Hülegü (um 1217–1265), Khan des Ilkhanats 1256–1265, ⚭ Doquz-Chatun (Hauptfrau, Regentin 1265), Öldschei-Chatun, Qotui-Chatun, Torghai
            1. Abaqa (1234–1282), Khan des Ilkhanats 1265–1282, ⚭ Öldschei-Chatun, Bulughan-Chatun, Maria Despoina, Padischah-Chatun
              1. Arghun (um 1258–1291), Khan des Ilkhanats 1284–1291, ⚭ Öldschei-Chatun, Bulughan-Chatun, Seldschuk-Chatun, Toghandschuq-Chatun, Oldaq-Chatun, Oruq-Chatun
                1. Ghazan (1271–1304), Khan des Ilkhanats 1295–1304, ⚭ Bulughan-Chatun
                  1. Öldschei Qutlugh

                2. Öldscheitü (1280–1316), Khan des Ilkhanats 1304–1316, ⚭ Haddsch-Chatun, Qutlugh-Schah-Chatun, Bulughan-Chatun Chorasani
                  1. Abu Sa'id (1305–1335), Khan des Ilkhanats 1316–1335, ⚭ Baghdad-Chatun
                  2. Sati-Beg, Nominalherrscherin des Ilkhanats 1338–1339
                  3. Bistam
                  4. Dulandi

              2. Gaichatu, Khan des Ilkhanats 1291–1295, ⚭ Bulughan-Chatun, Padischah-Chatun, Oruq-Chatun
                1. Ala Fireng
                  1. Dschahan-Temür, Nominalherrscher des Ilkhanats 1339/1340

            2. Dschumqur Oghul
              1. Guskab

            3. Yoschmut
              1. Süge
                1. Yusuf-Schah
                  1. Sulaiman, Nominalherrscher des Ilkhanats 1339–1343

            4. Bekin
            5. Taraqai
              1. Baidu († 1295), Khan des Ilkhanats 1295
                1. Ali
                  1. Musa († 1337), Khan des Ilkhanats 1336–1337

            6. Tübschin
            7. Tekuder († 1284), Khan des Ilkhanats 1282–1284
            8. Ajai
            9. Qongqurtai
            10. Yesüder
            11. Tasch Mönke/Mengü Temür (Befehlshaber in der Schlacht von Homs 1281)
              1. Kürdüdschin ⚭ Soyurghatmisch, Tadsch ad-Din Satilmisch, Toghai
              2. Alghantchi
              3. Taitschu
              4. Anbartchi
                1. Temür
                  1. Dschul Qutlugh
                    1. Muhammad († 1338), Khan des Ilkhanats 1336–1338

            12. Hulachu

          6. Arigkbugha Khan († 1266), Großkhan 1260
            1. Yobuqur
            2. Malik Timur († 1307), langjähriger Parteigänger Qaidus
              1. Mingqan
                1. Söse
                  1. Arpa Ke'un († 1336), Khan des Ilkhanats 1335–1336

          7. Budschek
            1. Yakhudu († 1307)

          8. Möge
          9. Sögetei
            1. Toqtemür (rebellierte 1276 gegen Kubilai Khan)

          10. Sübügetai

        5. Jürchedei
        6. Külkan († 1238 Kolomna, Sohn Dschingis Khans mit Hulan)
        7. Orchan ?

      3. Dschötschi Kasar († vor 1225)
        1. Yekü/Bigu (ranghohe Persönlichkeit im Reichsrat)
        2. Yesüngge (ranghohe Persönlichkeit im Reichsrat, unterstützte 1260 maßgeblich Kubilai)
          1. Amgan
            1. Sinkur (rebellierte 1287 mit Nayan gegen Kubilai Khan)

        3.  ? Enke Summur
          1.  ? Anda
            - → Khoshuud-Fürsten bis ins 17. Jahrhundert

      4. Qaichiun
        1. Elchitai (ranghohe Persönlichkeit im Reichsrat)

      5. Temuge († 1246, hingerichtet), Statthalter in der Mongolei 1219–1225
        1. Jibü
          1. Taghachar (1260 ein bedeutender Gefolgsmann Kubilais)
            1. Ajul[6]
              1. Nayan (rebellierte 1287 gegen Kubilai Khan)

      6. Belgutei († 1258)

    4. Da'aritai (unzuverlässiger Onkel Temüdschins)

  3. Qutugtu Mönggür
    1. Buri Boko

  4. Khutula Khan, halblegendärer Khan der Mongolen (ca. 1161)
    1. Altan (Rivale Temüdschins)

  5. Qulan
  6. Qada'an
  7. Tödöyen